# Понор (Хунедоара)
Понор (рум. Ponor) — село у повіті Хунедоара в Румунії. Входить до складу комуни Пуй.
Село розташоване на відстані 262 км на північний захід від Бухареста, 44 км на південь від Деви, 145 км на південь від Клуж-Напоки, 142 км на північ від Крайови.

## Населення
За даними перепису населення 2002 року у селі проживали 480 осіб, усі — румуни. Усі жителі села рідною мовою назвали румунську.